# Edington (Wiltshire)

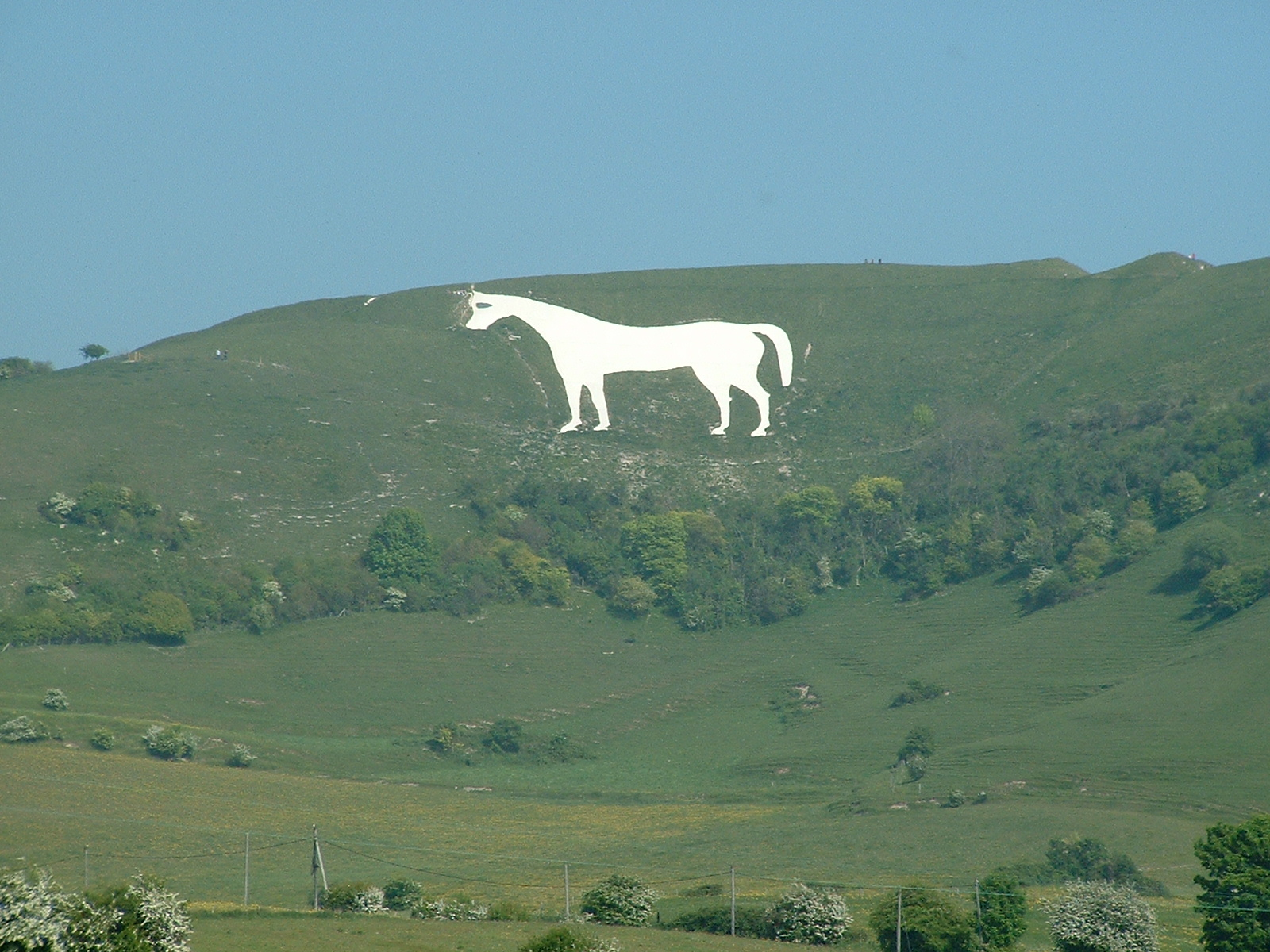
Westbury White Horse

Edington ist ein kleiner Ort in Wiltshire und liegt etwa fünf Meilen östlich von Westbury (Wiltshire), nicht weit entfernt von Trowbridge, dem wichtigsten Ort des Bezirks.  
Edington hat einen wesentlich Platz in der englischen Geschichte, da Alfred der Große hier im Jahr 878 die Dänen in der Schlacht von Edington empfindlich schlug und damit einen Grundstein der englischen Geschichte legte.
Es wird berichtet, dass zum Andenken an diese wichtige Schlacht in der Nähe das Westbury White Horse errichtet wurde.
Im Ort gibt es einen Stadtpark, eine Gaststätte und eine eigene Kirche, die Edington Priory (ein ehemaliges Priorat der Augustiner). Die Kinder müssen die Grundschule im Nachbarort Bratton besuchen, weiterführende Schulen befinden sich in Lavington und Matravers (Westbury)
Regelmäßige Veranstaltungen:
- Edington Music Festival: findet alljährlich statt